# Нанейшвілі Віктор Іванович
Віктор Іванович Нанейшвілі (1878, с. Сачілао Кутаїської губернії (нині Самтредський муніципалітет) — 22 березня 1940, Москва) — радянський політичний діяч.
Член РСДРП від 1903 року.

## Біографія
Народився у селянській родині.
Закінчив філософський факультет Московського університету.
- Революцію 1917 року зустрів у Баку.
- З квітня 1918 року надзвичайний комісар Дагестану.
- З 23 листопада 1918 року до січня 1919 року голова Астраханського губернського комітету РКП(б).
- З 23 липня по 9 вересня 1920 року голова Президії ЦК КП Азербайджанської РСР.
- З вересня 1922 до 1923 року секретар Пермського губернського комітету РКП(б).
- З вересня 1924 року до червня 1925 року – відповідальний (перший) секретар Казахстанської партійної організації РКП(б).
- З 1931 року аж до арешту 1939 року очолював Всесоюзну торгову академію у Москві (Всесоюзна академія харчової промисловості).
- Заарештований 28 листопада 1939 року. Засуджений ВКВС СРСР 21 березня 1940. Розстріляний 22 березня 1940. Реабілітований 19 березня 1955.

Нагороджувався орденом Трудового Червоного Прапора.
Дружина Віра Павлівна (навчалась у Брюсселі, член РСДРП з 1902 року, померла 1937 року), дочка Марія (22 вересня 1907 року, Тбілісі — 25 червня 1993 року; була одружена з Олександром Косарєвим) і син Павло.